# 체이스 필드
체이스 필드(Chase Field)는 1998년 3월 31일 개장한 세계 최초의 천연잔디 실내 야구경기장으로, 미국 메이저 리그 내셔널리그에 소속된 프로야구팀 애리조나 다이아몬드백스의 홈구장이다. 애리조나주 피닉스에 있으며 수용인원은 4만 9033명이고 마리코파 카운티 스타디움 디스트릭트 소유이다. 개장시 명칭은 뱅크원 볼파크(Bank One Ballpark)였으나, 2004년에 뱅크원 은행이 JP모건 체이스에 인수되어, 이듬해 9월 24일 현재의 이름으로 바꿨다.
개폐형 돔구장이라서 천연잔디가 잘 자라고 워낙 더운 지역이기 때문에 대부분 천장을 닫고 경기를 한다.

## 특이한 점
체이스 필드하면 가장 먼저 떠오르는 것은 우중간 펜스 너머에 있는 수영장이다. 운동장 면에서 1미터20센티 위에 만들어져 수영을 하면서 경기를 볼 수 있다. 대형 TV와 바, 그리고 좌석들이 있고 단체 팬들에게 예약제로 판매가 된다. 홈 플레이트로부터 약 126.5미터(415피트)짜리 홈런을 날리면 수영장에 공이 떨어지고, 공중으로 10미터 넘게 물폭탄이 터진다. 수영장을 빌릴려면 6500달러를 내야 한다.

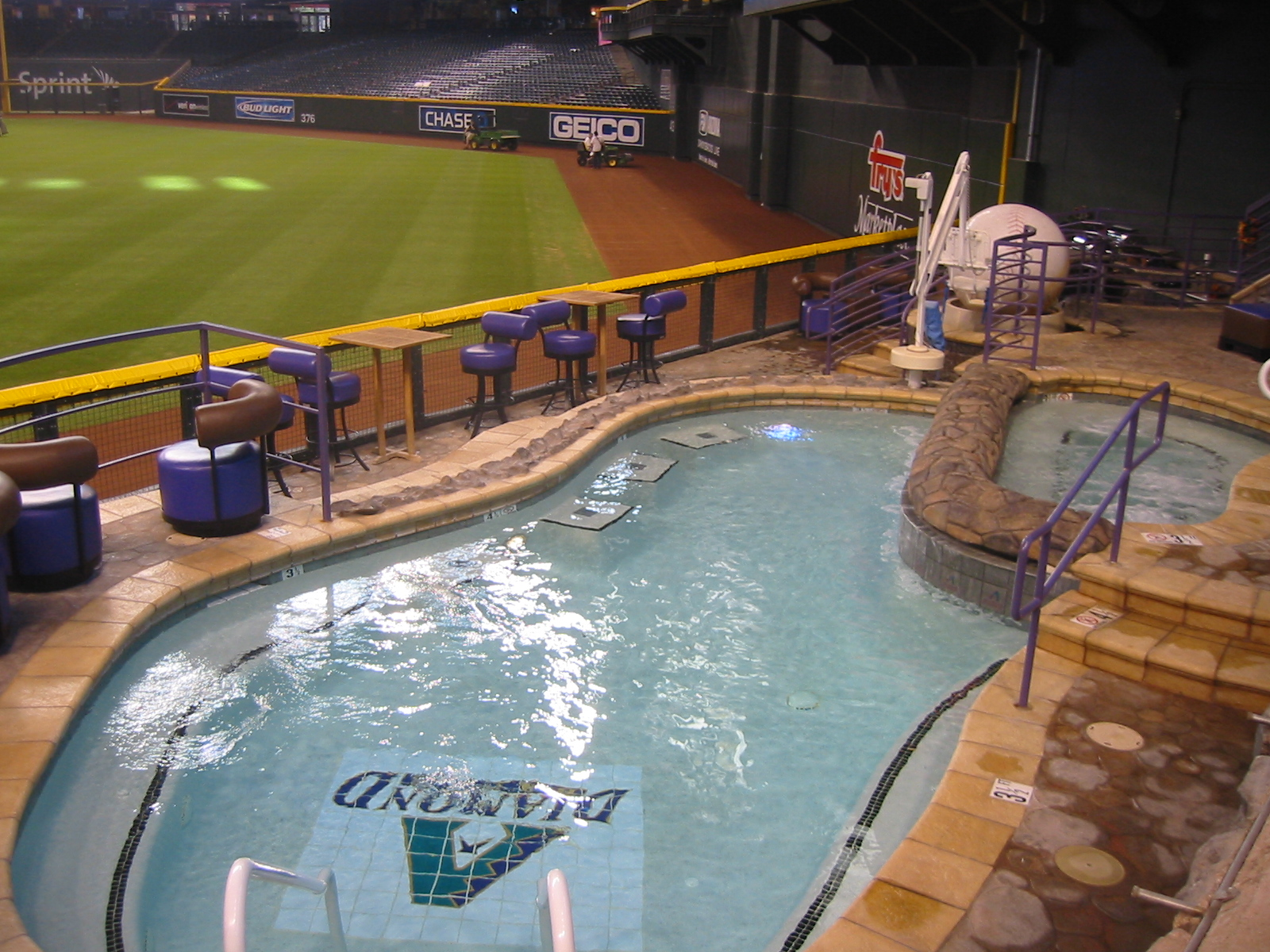
풀장
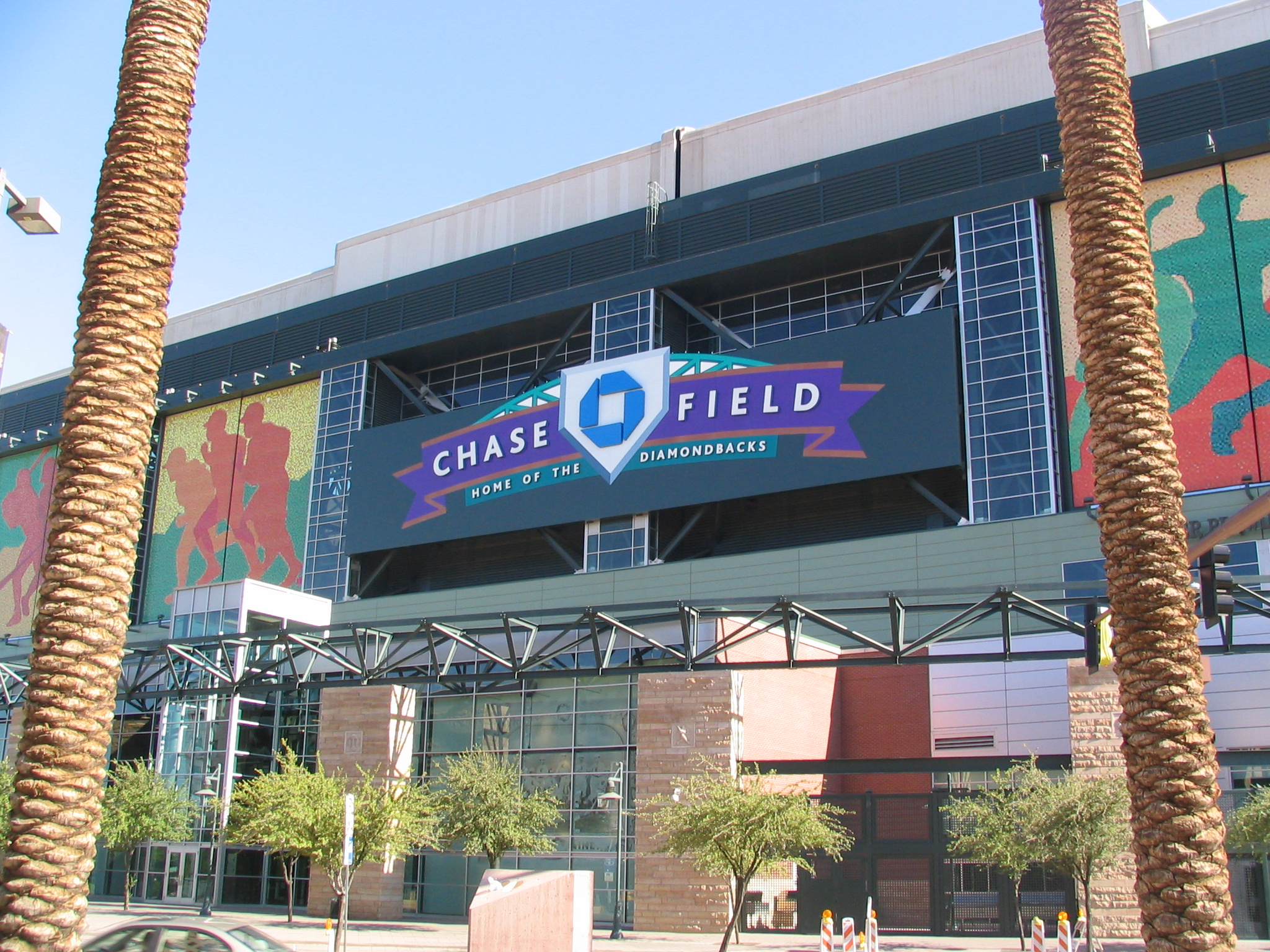
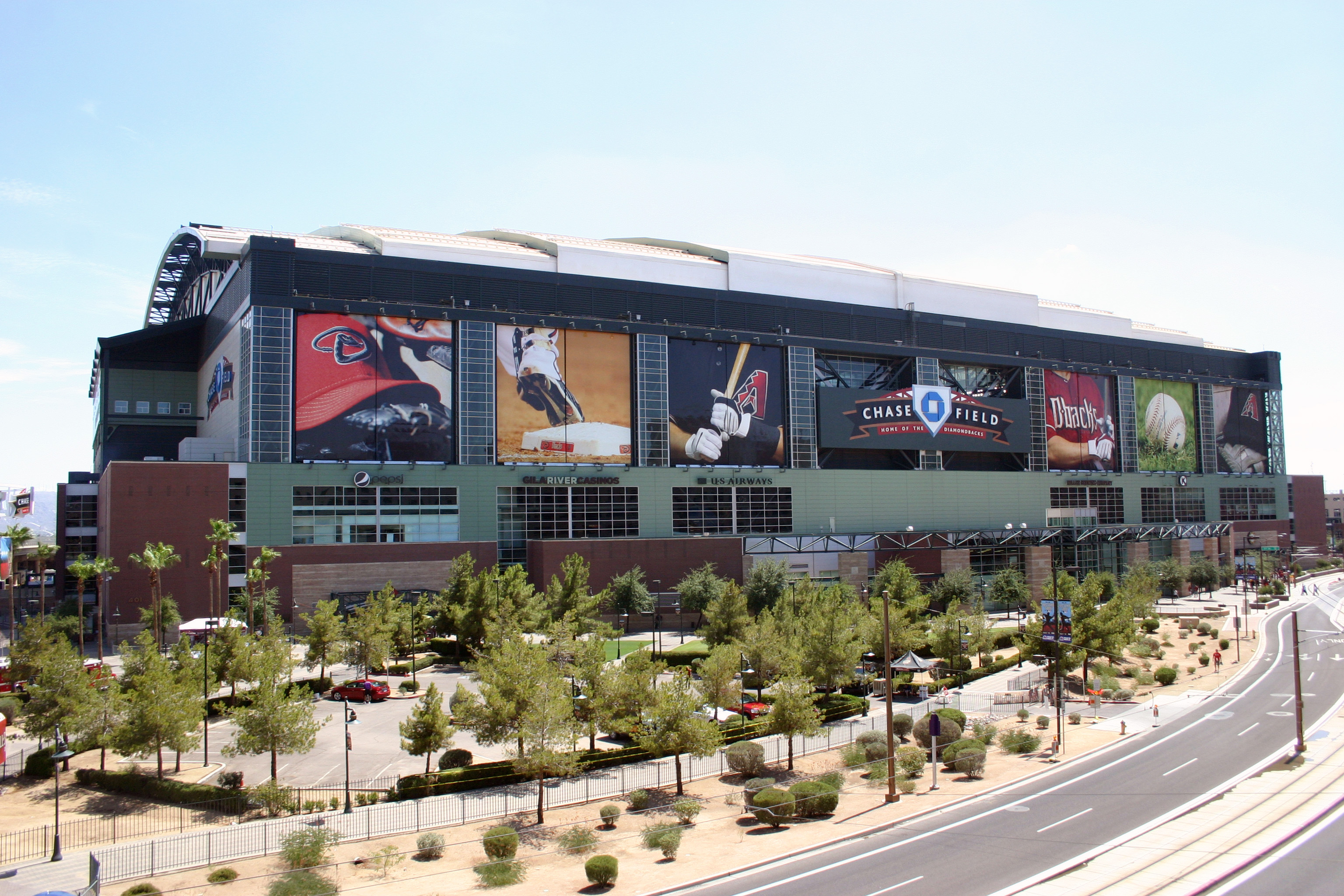
Chase Field as viewed from the north
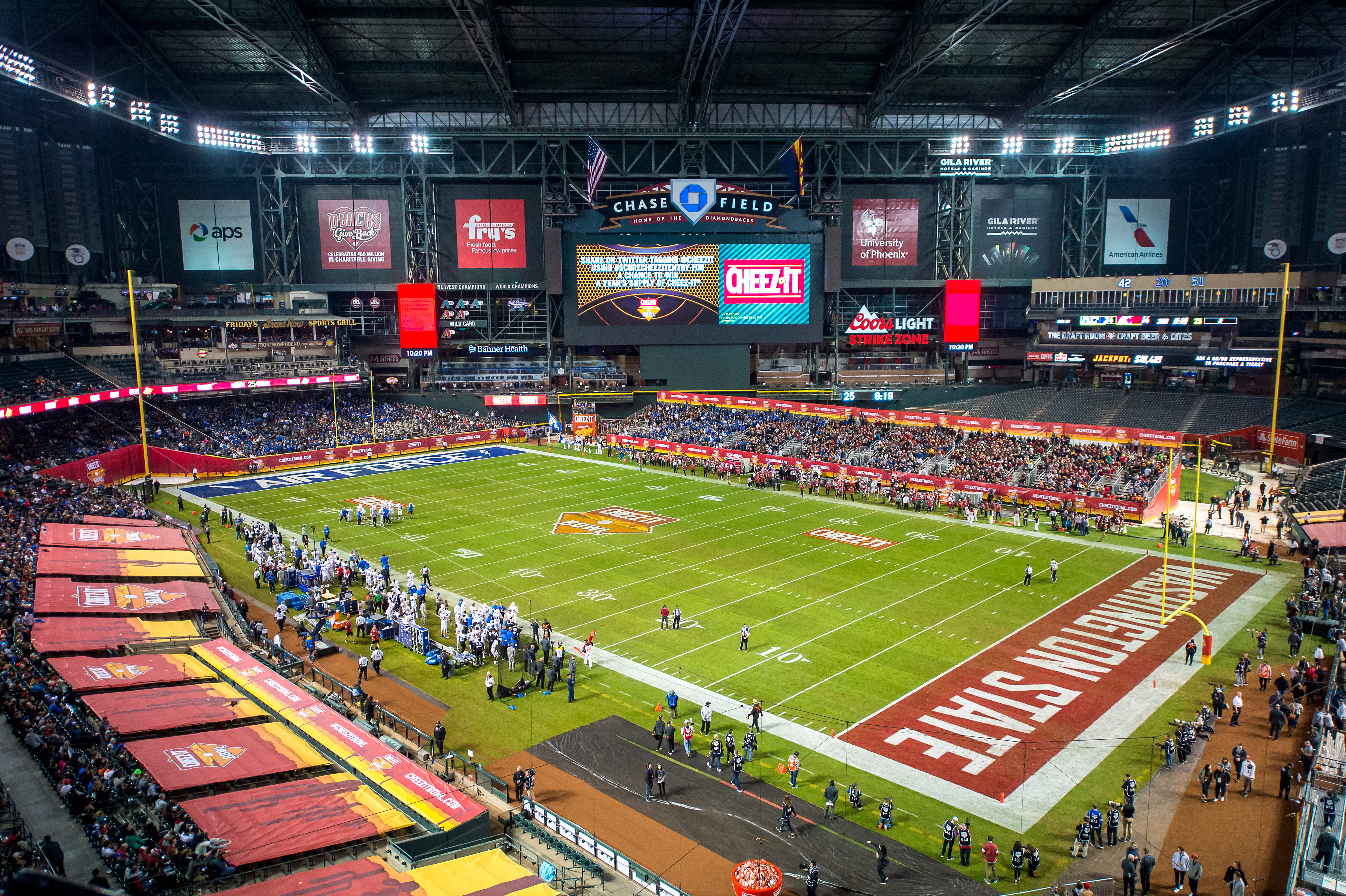
Chase Field before the 2019 Cheez-It Bowl
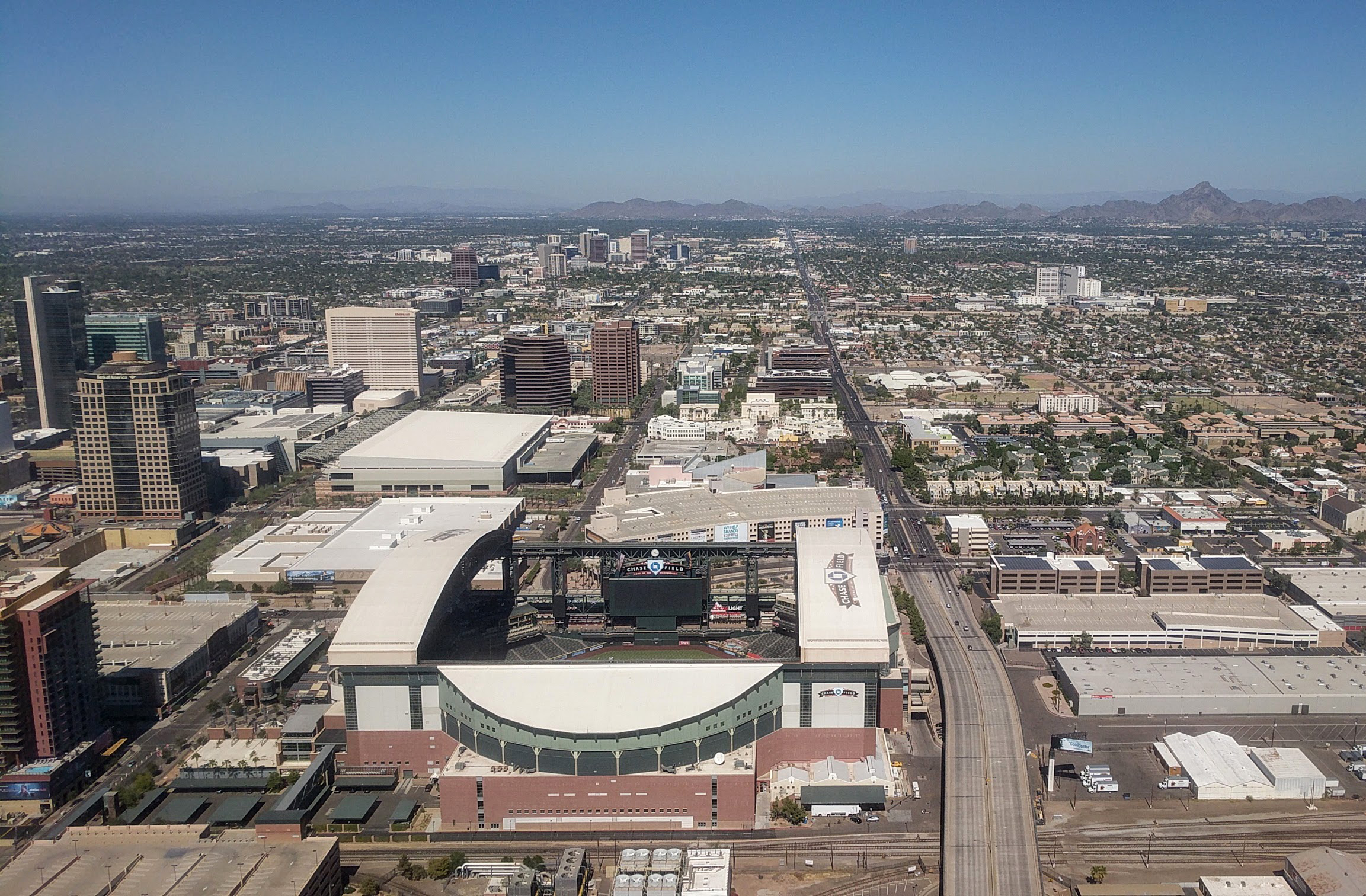
피닉스 스카이 하버 국제공항 에 접근할 때 남쪽에서 본 체이스 필드와 피닉스의 조감도
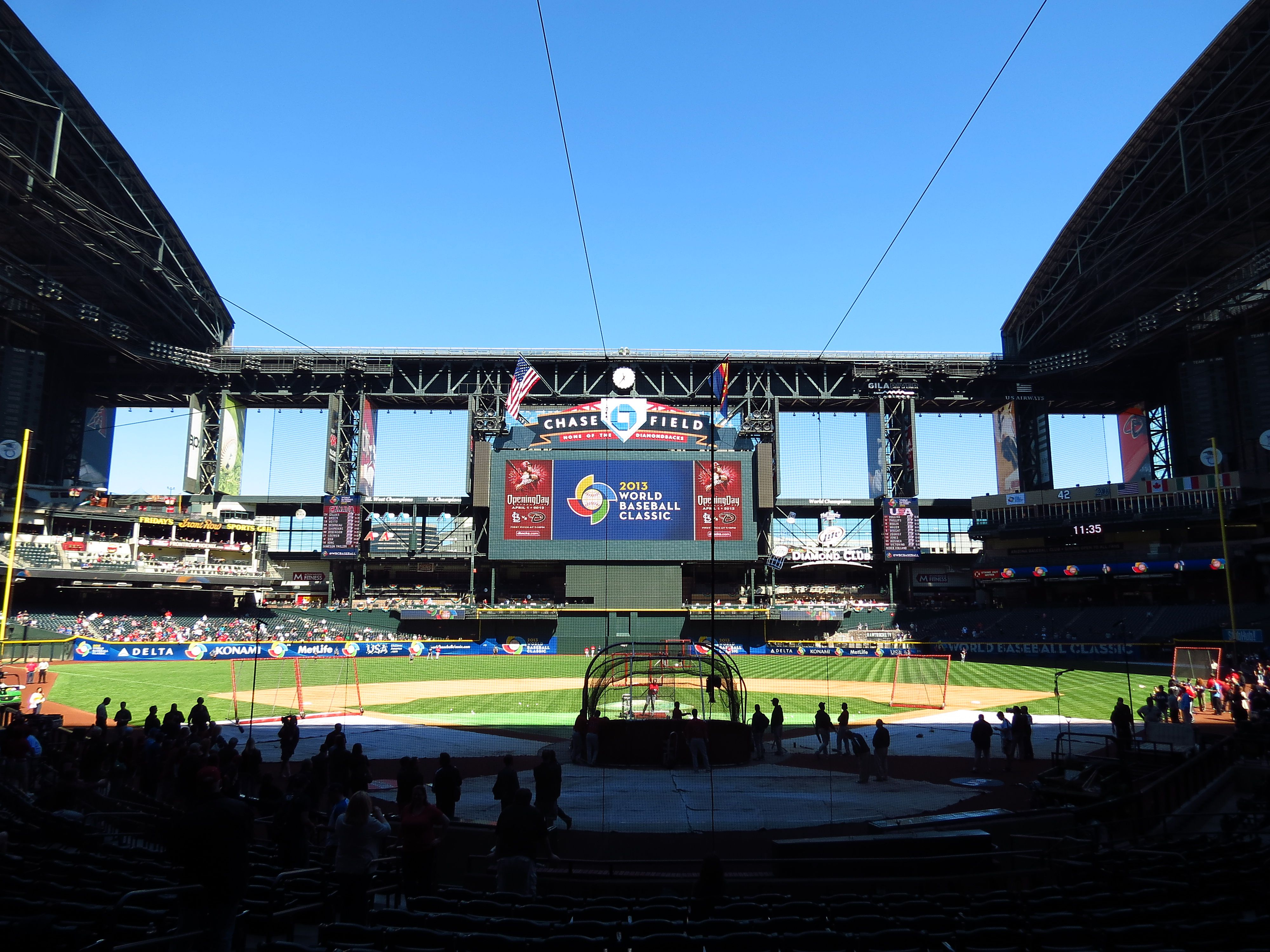
체이스 필드 다이어그램